# Negayan tarapaca
Negayan tarapaca là một loài nhện trong họ Anyphaenidae.
Loài này thuộc chi Negayan. Negayan tarapaca được miêu tả năm 2005 bởi Lopardo.